# Mendlesham
Mendlesham is een civil parish in het bestuurlijke gebied Mid Suffolk, in het Engelse graafschap Suffolk met 1407 inwoners.